# Helena Makowska

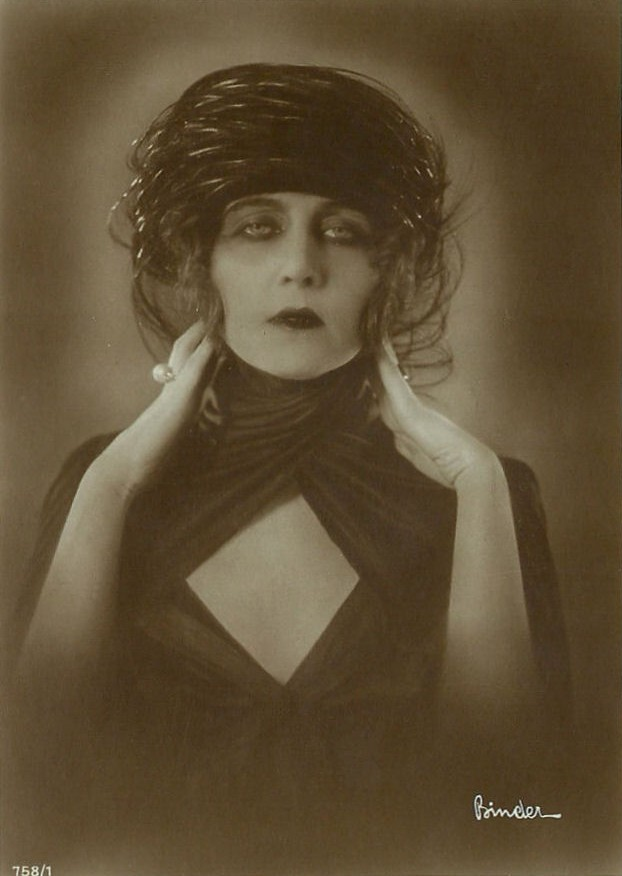
Helena Makowska um 1925 auf einer Fotografie von Alexander Binder

Helena Makowska, geboren als Elena Woyniewicz, (* 2. März 1893 in Kriwoi Rog, Gouvernement Cherson, Russisches Kaiserreich; † 22. August 1964 in Rom, Italien) war eine polnische Schauspielerin.

## Leben
Die Tochter des polnischen Ingenieurs Ludwik Woyniewicz und seiner Ehefrau Stanisława geb. Sauret zog 1903 mit den Eltern aus der heutigen Ukraine, wo ihr Vater für eine Bergwerksgesellschaft tätig war, nach Warschau. Dort besuchte sie das Gymnasium und erhielt erste Theaterrollen.
Helena Makowska ging 1912 nach Mailand, wo sie als Theaterschauspielerin bekannt wurde. Ähnliche Erfolge konnte sie im italienischen Stummfilm verbuchen. Von 1917 bis 1922 lebte sie in Rom, danach ließ sie sich in München nieder. Sie spielte in mehreren deutschen Stummfilmen wichtige Rollen, musste aber 1925 als polnische Staatsbürgerin Deutschland verlassen. Sie pendelte dann meist zwischen Polen und Italien und hatte Bühnenauftritte in Mailand, Warschau und Krakau. In diese Zeit fällt eine mutmaßliche Affäre mit dem italienischen Kronprinzen Umberto.
Nach dem Einmarsch der Wehrmacht in Polen wurde sie am 17. November 1939 in Warschau von der Gestapo festgenommen und 1940 als britische Staatsangehörige nach Berlin deportiert. Im Rahmen eines Gefangenenaustausches erhielt sie erst im April 1943 die Freilassung, worauf sie sich in England niederließ. Dort spielte sie im Theaterensemble der polnischen Armee, mit dem sie später in Frankreich, Belgien und Norddeutschland gastierte. Ab 1947 lebte sie wieder in Rom, unterrichtete Fremdsprachen und übernahm kleine Filmrollen.
Ihr erster Ehemann wurde 1909 kurzzeitig der Jurist Julian Makowski, ihr zweiter zu Beginn der zwanziger Jahre der österreichische Schauspieler Karl Falkenberg. In Italien heiratete sie Anfang der dreißiger Jahre später den Engländer Botteril.

## Filmografie (Auswahl)
- 1915: Romanticismo
- 1916: La gioconda
- 1916: La fiaccola sotto il moggio
- 1916: Stracetto
- 1916: Eva nemica
- 1917: Lucciola
- 1917: Tormento
- 1917: Caino
- 1918: Folgore
- 1919: Centocelle
- 1921: La verità nuda
- 1922: Sterbende Völker (2 Teile)
- 1922: Maciste und die Tochter des Silberkönigs
- 1923: Quarantäne
- 1923: Der Tiger des Zirkus Farini
- 1923: Frauenmoral (Schande)
- 1924: Der Schrecken des Meeres
- 1924: Das blonde Hannele
- 1924: Liebet das Leben
- 1924: Kiedy kobieta zdradza męża
- 1924: Moderne Ehen
- 1924: Die vier letzten Sekunden des Quidam Uhl
- 1924: Die Zirkusdiva
- 1924: Taras Bulba (2 Teile)
- 1924: Frauen im Sumpf (Judith)
- 1925: Der Schuß im Pavillon
- 1925: Das Geheimnis einer Stunde
- 1926: Czerwony Błazen
- 1927: Kochanka Szamoty
- 1948: Fabiola
- 1951: Quo vadis?
- 1954: La valigia del sogni
- 1954: Die barfüßige Gräfin (The Barefoot Contessa)
- 1958: Arrividerci Firenze!